# Вафельне полотно

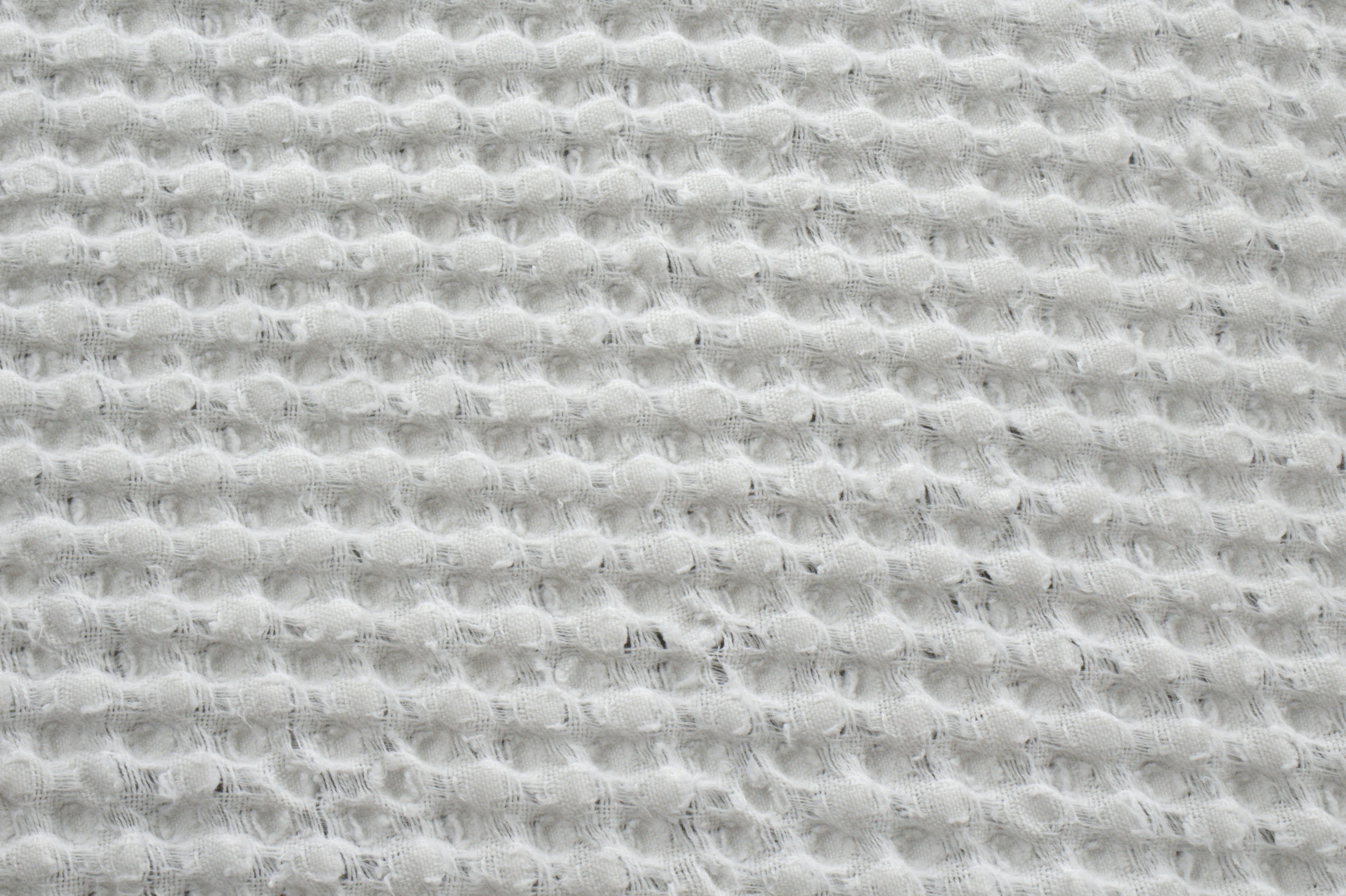
Вафельне полотно (збільшено)

Вафельне полотно (або, в побуті вафельний рушник) — бавовняна технічна тканина, що має полотняну форму переплетення ниток і має гарні гігроскопічні властивості. Назву отримала за об'ємний клітинний малюнок, який віддалено нагадує зовнішній вигляд кондитерських виробів — вафель.

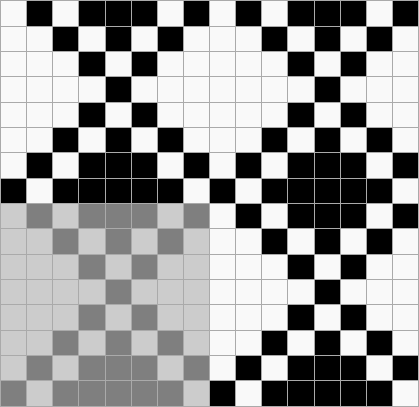
Вафельне переплетення

Спочатку було відоме як «турецьке полотно», оскільки було вигадане в Туреччині у XVIII сторіччя в місті Бурса.

## Зовнішній вигляд
Вафельне полотно розрізняють за виглядом та способом виробництва. Розрізняють сувору тканину та вибілену, з відсутністю будь-яких домішок у тканині. Щільність вафельного полотна може різнитися не більше 120—240 г/м².
Сучасною промисловістю, вафельне полотно виробляється трьох основних видів:
- Полотно вибілене вафельне. Мало відрізняється від суворого. Однак у цьому виді полотна витягують все сміття, що потрапило до нього раніше. Полотно відбілюється.
- Полотно вафельне гладкофарбоване. Рушник довго відбілюють, і в результаті покривають тонким єдиним шаром  фарби.
- Полотно вафельне набивне. Головна відмінність — нерівномірні набивні малюнки. Полотно пропускають через спеціальні технологічні валики.

Випускають зазвичай як рулони розміром 45×100 см.

## Застосування
Зважаючи на дешевизну і хороші гігроскопічні властивості, широко застосовують як серветки і рушники в установах соціального та медичного обслуговування, лабораторіях, на виробництві (як ганчір'я), а також у побуті.